# Oltre il muro del sonno
Oltre il muro del sonno (Beyond the Wall of Sleep) è un racconto di genere fantascientifico dello scrittore statunitense Howard Phillips Lovecraft, pubblicato per la prima volta sulla rivista amatoriale Pine Cones nel 1919. La storia è stata adattata in un film nel 2006 Beyond the Wall of Sleep e diretto da Barrett J. Leigh e Thom Maurer.
È stato pubblicato per la prima volta in italiano nel 1973 ed edito anche coi titoli Oltre le mura del sonno e Al di là del muro del sonno.

## Trama
Un infermiere stagista presso l'ospedale psichiatrico si mette a narrare le proprie esperienze avute con Joe Slater, un internato morto poche settimane prima a 40 anni circa, dopo esser stato lì confinato come pazzo assassino. Sebbene la violenza criminale dell'uomo fosse estremamente brutale e del tutto priva di cause apparenti, egli manteneva d'altronde un aspetto del tutto innocuo, al limite della stupidità.
Durante la terza notte dopo esser stato ricoverato Joe ha avuto il primo dei suoi attacchi, scoppiato dopo un sonno agitato e proseguito in una frenesia così violenta che ci sono voluti 4 inservienti per riuscire a mettergli la camicia di forza; il suo incredibile sfogo è poi durato per oltre 15 minuti. Le parole che gridava erano formulate in un vocabolario molto infantile, ma vi si potevano intendere "edifici verdi di luce, oceani di spazio, musica strana, montagne ombrose e valli".
L'attacco ebbe termine del tutto improvvisamente, così com'era iniziato; questo fu il primo di una lunga serie di attacchi notturni di natura analoga. Le immagini visionarie ultraterrene espresse da Joe erano ogni volta più diversificate e fantastiche, ma vi era sempre un tema centrale: un soggetto ardente vendetta; i medici erano quantomai perplessi dal caso.
Dove aveva potuto un uomo arretrato intellettualmente come Joe ottenere tali elementi visionari così complessi e originali? Lo studente universitario stagista aveva intanto costruito un dispositivo di comunicazione telepatica a due vie, che aveva poi provato con un altro studente ma senza alcun risultato apprezzabile. Il dispositivo era stato progettato secondo il principio che anche il pensiero fosse in definitiva niente altro che una forma di energia radiante.
Incurante di ogni etica il giovane attacca il dispositivo a Joe mentre questi si trova in punto di morte; dopo averlo acceso riceve un messaggio proveniente da un essere di luce le cui esperienze erano state esattamente quelle trasmesse per mezzo di Joe. Quest'essere ha poi spiegato che, quando non sono incatenati ai loro corpi fisici, tutti gli uomini risultano essere esseri di luce e come questi riappaiano all'interno del regno dei sogni, così anche gli esseri umani possono godere dell'esperienza di risalita attraverso molti piani di realtà di cui è composto l'universo. Piani che rimangono totalmente chiusi e sconosciuti durante la realtà di veglia.
Il tirocinante aveva capito che l'essere di luce risultava esser oramai completamente incorporeo e che stava finalmente per intraprendere la battaglia finale con la sua nemesi chiamata Algol. Dopo che Joe morì non vi furono più altre trasmissioni; quella notte (22 febbraio 1901) una stella estremamente brillante - una Supernova - è stata scoperta nel cielo nei pressi di Algol, denominata "la stella del diavolo". Per un'intera settimana questa aveva oscurato per luminosità la vicina e tutte le altre stelle ordinarie: dopo qualche mese era nuovamente sparita del tutto.